# Moyenneville (Oise)
Moyenneville é uma comuna francesa na região administrativa de Altos da França, no departamento de Oise. Estende-se por uma área de 7,19 km². Em 2010 a comuna tinha 637 habitantes (densidade: 88,6 hab./km²).